# Marimbist
Marimbist je glasbenik, izvajalec na tolkalski instrument, imenovan marimba.